# Старий Баркочин
Старий Баркочин (пол. Stary Barkoczyn) — село в Польщі, у гміні Нова Карчма Косьцерського повіту Поморського воєводства.
Населення — 200 осіб (2011).
У 1975-1998 роках село належало до Гданського воєводства.

## Демографія
Демографічна структура станом на 31 березня 2011 року:
|          | Загалом | Допрацездатний вік | Працездатний вік | Постпрацездатний вік |
| -------- | ------- | ------------------ | ---------------- | -------------------- |
| Чоловіки | 102     | 29                 | 62               | 11                   |
| Жінки    | 98      | 26                 | 51               | 21                   |
| Разом    | 200     | 55                 | 113              | 32                   |